# Reimlinger Tor

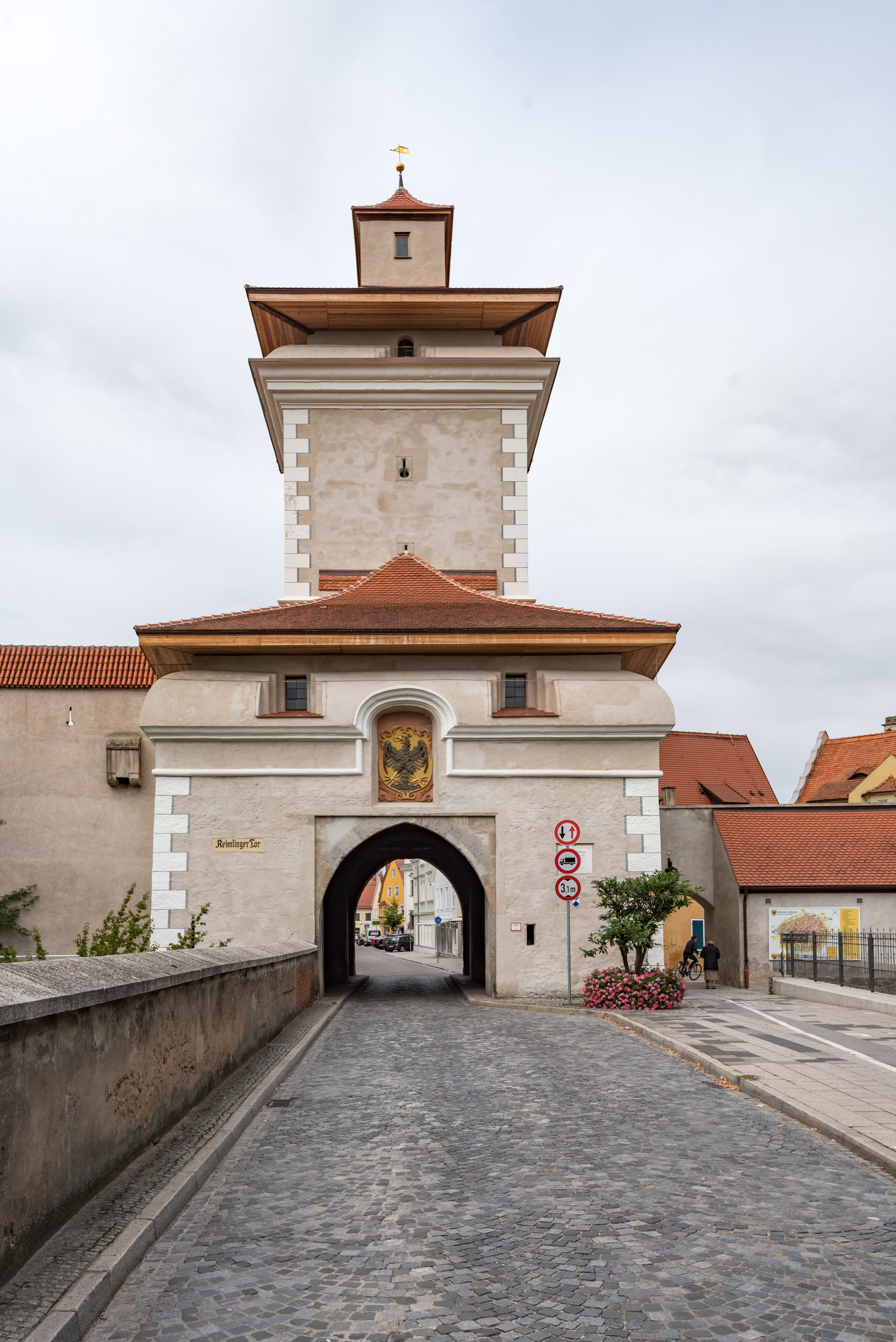
Reimlinger Tor in Nördlingen (Feldseite)

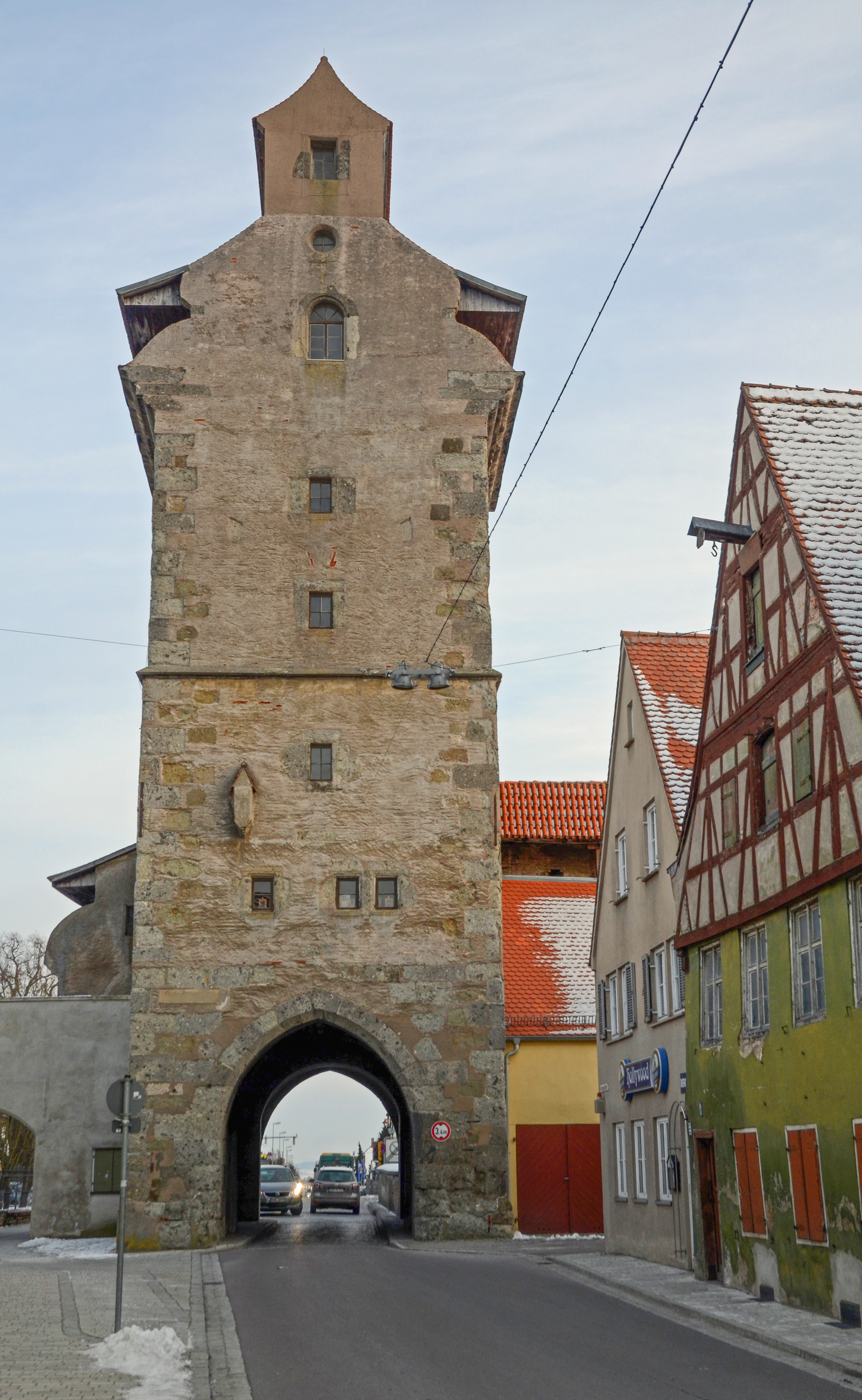
Stadtseite

Das Reimlinger Tor in Nördlingen, einer Stadt im schwäbischen Landkreis Donau-Ries in Bayern, wurde im 14. Jahrhundert als Teil der Stadtbefestigung errichtet. Das Stadttor mit der Adresse An der Reimlinger Mauer 21 ist ein geschütztes Baudenkmal.

## Beschreibung
Im Jahr 1327 befahl Ludwig der Bayer der Stadt, auch die Vorstädte mit Graben, Mauern und Befestigungswerken zu umgeben, weil sie außerhalb der stauferzeitlichen Stadtmauer lagen. Das südöstliche Stadttor sicherte die Fernstraßenverbindung, die über Harburg und Donauwörth zur Donau, weiter nach Augsburg sowie zu den Alpenpässen nach Italien führte. Das Reimlinger Tor ist das früheste der fünf Stadttore in Nördlingen.
Der quadratische Unterbau des Haupttores wurde vor 1376 errichtet und um 1480 verändert. Im Jahr 1603 wurde das oberste Turmgeschoss und das gestufte Zeltdach erneuert. Das Vortor wurde Anfang 16. Jahrhundert angelegt und 1597 erhöht.
Obwohl die Barbakane mit ihren beiden Rundtürmen im Jahr 1825 abgetragen wurde, ist das Reimlinger Tor mit seinem feldseitigen Brückenwerk und den Zwingermauern bis heute weitgehend in seinem ursprünglichen Charakter erhalten. Die Außenmauern des Torturmes bestehen aus verputztem Ziegelmauerwerk, dagegen sind sämtliche Gliederungselemente wie Eckquader, Gewände und Gesimse aus dem heimischen Suevit gefertigt. 
In den Jahren 2015/16 wurde das Reimlinger Tor umfassend renoviert.